# 馬萬鈞 (軟體工程師)
馬萬鈞（1978年—），臺灣軟體工程師。

## 生平
孩提時代受到《星際大戰》系列電影和電子遊戲《銀河飛將3：虎之心》影響，開始對視覺特效產生興趣。馬萬鈞於國立台灣大學取得學士、碩士和博士學位後，在國科會計畫的幫助下，於2005年進入南加州大學創意技術研究院就讀，師從保羅·德貝維克。取得學位後，馬萬鈞先後於動視和Google任職。
2019年，包括馬萬鈞在內的德貝維克研究團隊拿下奧斯卡科技成果獎。

## 外部連結
- 馬萬鈞在互联网电影资料库（IMDb）上的資料（英文）
- 由Google学术搜索索引的馬萬鈞出版物
- 馬萬鈞在ResearchGate上发表的出版物